# Phare de Bugle Caye
Le phare de Bugle Caye (en espagnol : Faro de Cayo Bugle) est un phare actif situé sur la caye Bugle, dans la District de Stann Creek au Belize.

## Histoire
La première station de signalisation maritime a été mise en service en 1885. C'était un feu établi au-dessus d'un mât de 18 mètres. Elle a été remplacée par le phare actuel. Il se situe à 130 km au sud de Belize City et à 5 km de Placencia.

## Description
Ce phare est une tour métallique pyramidale à claire-voie, avec une galerie et une balise photovoltaïque de 17 m de haut. La tour est peinte en blanc. Il émet, à une hauteur focale d'environ 17 m, un long éclat blanc par période de 10 secondes. Sa portée est de 13 milles nautiques (environ 24 km).
Identifiant : ARLHS : BLZ-015 - Amirauté : J5974 - NGA : 110-16396 .

### Lien connexe
- Liste des phares du Belize